# Digitaria exilis
El mijo fonio o acha (Digitaria exilis) es una especie de fanerógama de pequeños granos del género Digitaria. Se cultiva en algunas zonas de África e India, y es usado en varias gastronomías del África occidental.

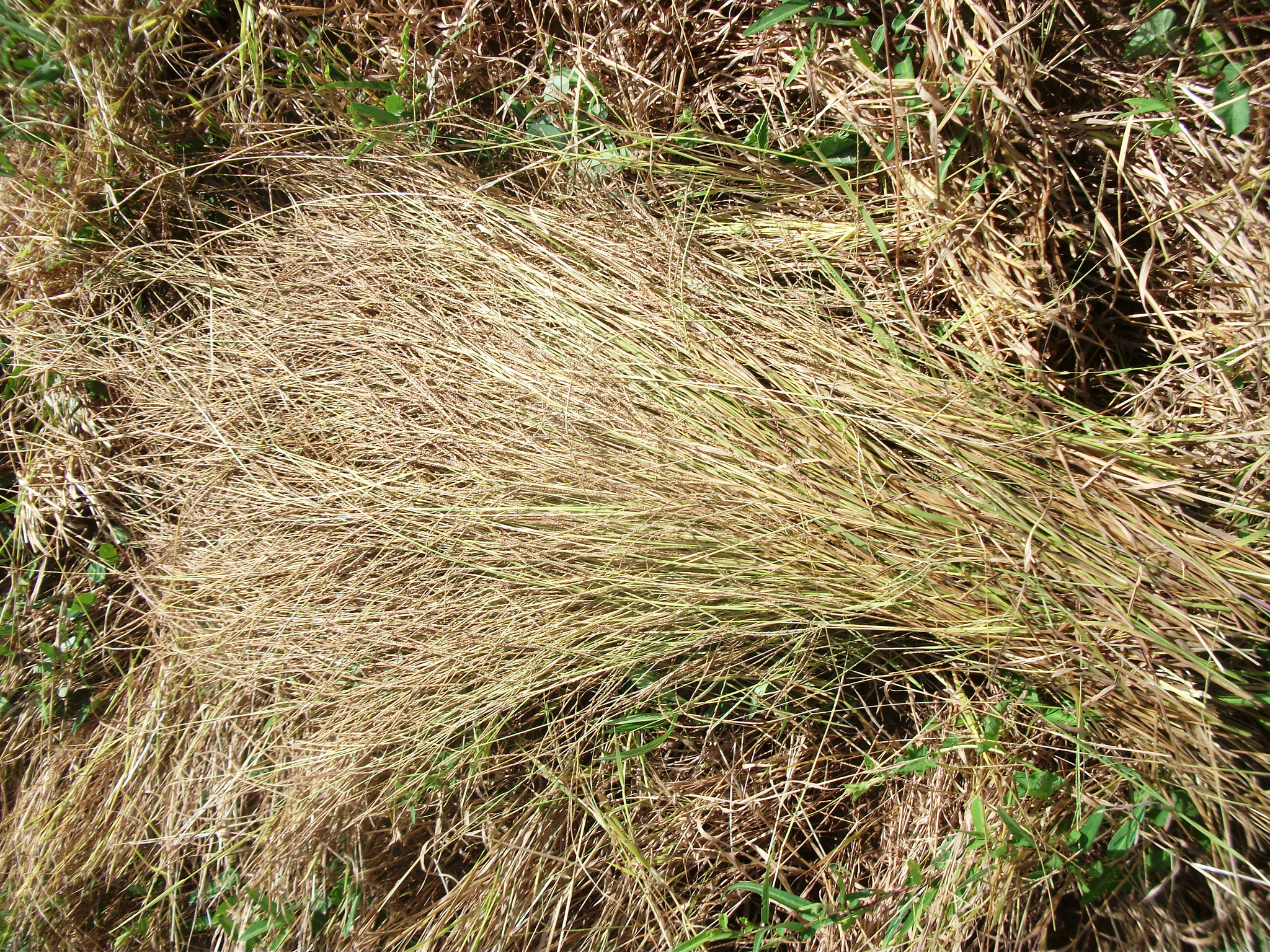
Vista de la planta

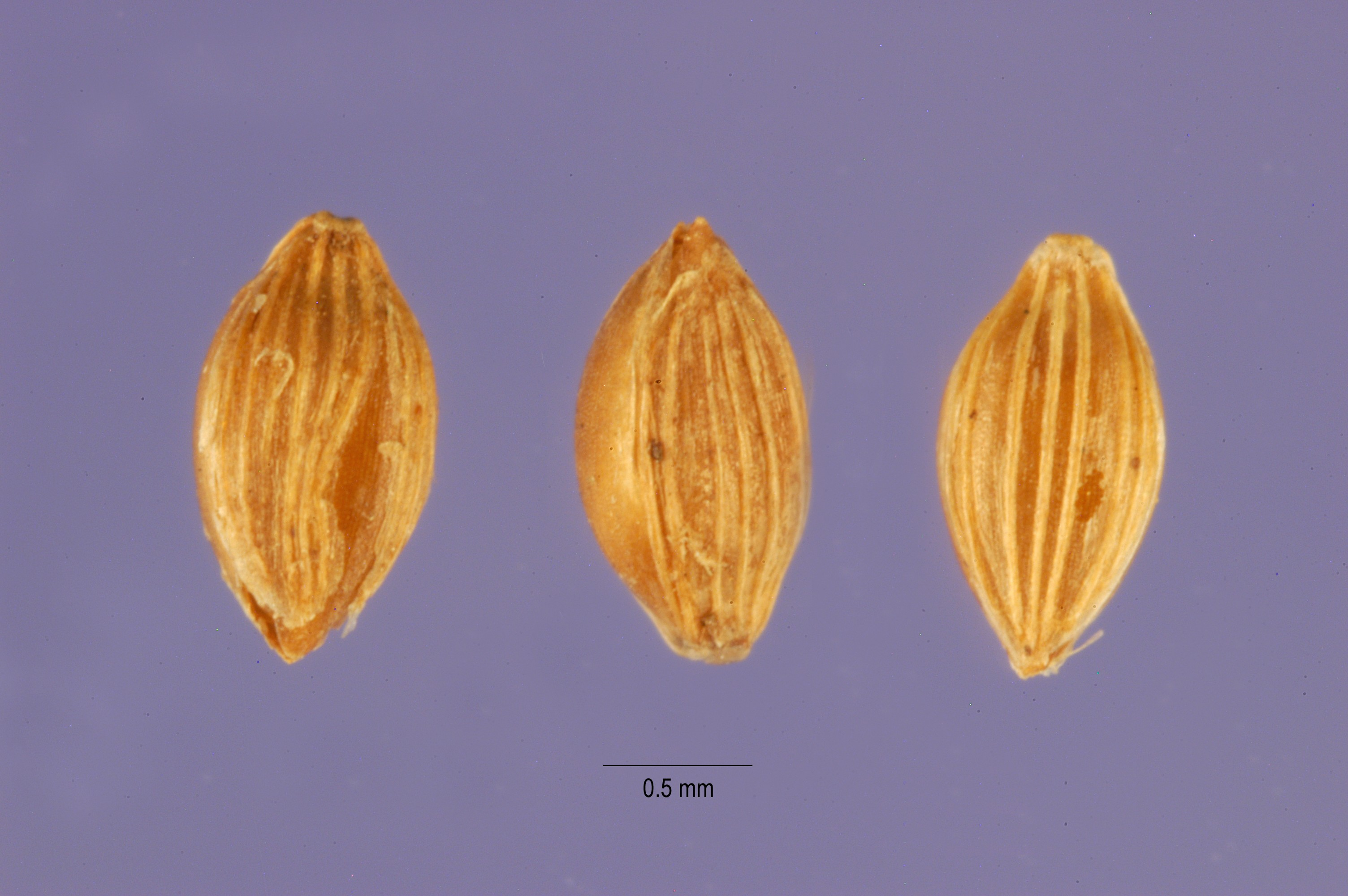
Semillas

## Descripción
El mijo fonio es el más importante de un grupo diverso de spp. de Digitaria silvestres y domesticadas, que se cosechan en las sabanas del África oeste. El mijo fonio es la más pequeña de todas las especies de mijo. Y es un cereal muy importante del sur de Sudán y de Etiopía en África.
Sigue siendo importante localmente debido a su poder nutritivo y uno de los cultivos de más rápida evolución, alcanzando madurez en tan poco como seis a ocho semanas. Es un cultivo apto para áreas semiáridas con suelo pobre, lluvias escasas. Los granos se consumen en guisos, cuscús, pan, y para cerveza. 
Tan diminutos granos dificultan la remoción de glumas. Los métodos tradicionales incluyen el mortereado con arena (luego se separa del grano) o "reventado" a la llama, y luego venteando, dando al grano un color tostado; técnica usada en Akposso.

## Mitología
De acuerdo a la mitología del pueblo dogón de Malí, donde se lo conoce como pō tolo, el supremo creador del universo, Amma, ha hecho todo el universo haciendo explotar un solo grano de mijo fonio, localizado dentro del "huevo del mundo".

## Fonio negro (Digitaria iburua)
Es un cultivo similar en Nigeria, Togo, Benín.

## Raishan (Digitaria compacta)
El raishan (D. compacta) es un cereal menor, solo crece en los Montes Khasi del norte de India, con una harina glutinosa, usada tanto para pan como para sopas.

## Taxonomía
Digitaria exilis fue descrita por (Kippist) Stapf y publicado en Bulletin of Miscellaneous Information Kew 1915: 385. 1915.
Etimología
Digitaria: nombre genérico derivado del latín "dígitus" = (dígito o dedo) ya que se distinguen por sus alargadas inflorescencias que parecen dedos.
exilis: epíteto latino que significa "esbelto".
Sinonimia
- Panicum exile (Kippist) A.Chev.
- Paspalum exile Kippist	basónimo
- Syntherisma exile (Kippist) Newbold[4][5]

## Publicaciones
- National Academy of Sciences (1996). The lost crops of Africa. 1. Grains. National Academies Press. ISBN 0-309-04990-3.
- «Fonio: an African cereal». CIRAD. Archivado desde el original el 8 de febrero de 2009. Consultado el Jan 10|fechaacceso= y |Añoacceso= redundantes (ayuda).
- Danladi Dada Kuta, Emmanuel Kwon-Ndung, Stephen Dachi, Mark Ukwungwu and Emmanuel Dada Imolehin (diciembre  de 2003). «Potential role of biotechnology tools for genetic improvement of “lost crops of Africa”: the case of fonio (Digitaria exilis and Digitaria iburua)». African Journal of Biotechnology 2 (12): 580-585.
- USDA, ARS, National Genetic Resources Program. GRIN. National Germplasm Resources Laboratory, Beltsville, Maryland. https://web.archive.org/web/20150206080331/http://www.ars-grin.gov/cgi-bin/npgs/html/taxon.pl?14016 (3 mar 2008)
- Anonymous. 1986. List-Based Rec., Soil Conserv. Serv., U.S.D.A. Database of the U.S.D.A., Beltsville.
- Soreng, R. J., G. Davidse, P.M. Peterson, F.O. Zuloaga, E. J. Judziewicz, T. S. Filgueiras & O. Morrone. 2003 and onwards. On-line taxonomic novelties and updates, distributional additions and corrections, and editorial changes since the four published volumes of the Catalogue of New World Grasses (Poaceae) published in Contr. U.S. Natl. Herb. vols. 39, 41, 46, and 48. http://www.tropicos.org/Project/CNWG:. In R. J. Soreng, G. Davidse, P.M. Peterson, F.O. Zuloaga, T. S. Filgueiras, E. J. Judziewicz & O. Morrone Internet Cat. New World Grasses. Missouri Botanical Garden, St. Louis.
- Vega, A. S. & Z. E. Rúgolo de Agrasar. 2003. Digitaria. In Catalogue of New World Grasses (Poaceae): III. Subfamilies Panicoideae, Aristidoideae, Arundinoideae, and Danthonioideae. Contr. U.S. Natl. Herb. 46: 193–213.